# Уругуай (станция метро)
«Уругуай» (исп. Uruguay) — станция Линии B метрополитена Буэнос-Айреса. Станция расположена между станциями «Карлос Пеллегрини» и «Кальяо». Станция расположена под улицей Авенида Корриентес на её пересечении с улицей Уругуай в районе Сан-Николас. Станция была открыта 22 июля 1931 года на втором участке линии B, открытом между станциями Карлос Пеллегрини и Кальяо. Рядом со станцией расположен театр имени Генерала Сан-Мартина. 22 декабря 2003 года, она стала первой тематической станцией метро, посвященной аргентинскому кино и истории. Станция работает в качестве музея, на ней расположены афиши, плакаты и фотографии, которые появились благодаря сотрудничеству Национального института кино и аудиовизуальных искусств.

## Украшения
Есть три фрески на тему комиксов: на северной платформе расположены фрески 1991 года художников Томаса Фраккиа и Гектора Меаны, на которых изображён герой из комиксов: Cascarudos y lanzarrayos, на основе комикса Альберто Брексия. Персонажа второй фрески придумал писатель Эктор Херман Остерхельд под именем El Eternauta. На основе которого Брексия создал своего героя. В 1998 году режиссёр Роберто Фонтанарозза создал третьего героя Inodoro Pereyra, танцора танго. А также с 1991 года, на южной платформе находится фреска юмориста Кристобаля Рейносо. На этой же платформе есть фреска созданная учащимися начальных школ муниципалитета города Буэнос-Айрес в 1984 году. В 2014 году новые фрески на платформах и лестницах были сделаны художником Клаудио Бальдричем (Claudio Baldrich).

## Достопримечательности
Они находятся в непосредственной близости от станции:
- Defensoría de Niños (Comuna 1)
- Консульство королевства Дания
- Plaza de las Américas
- Palacio de Justicia de la Nación (Argentina) — Palacio de Tribunales
- Colegio Público de Abogados de la Capital Federa (CPACF)
  - Jardin Materno Infantil Colegio de Abogados
- Centro Educativo de Nivel Primario N°02
- Universidad del Museo Social Argentino
- Universidad Maimónides
- Centro Cultural General San Martín
  - Teatro Municipal General San Martín
- Club del Progreso
- Centro Cultural de Cooperación Floreal Gorini
- Teatro Apolo
- Известные бары Буэнос-Айреса: Cafetería La Giralda и El Gato Negro
- Дома провинций Сан-Хуан и Санта-Фе

## Галерея

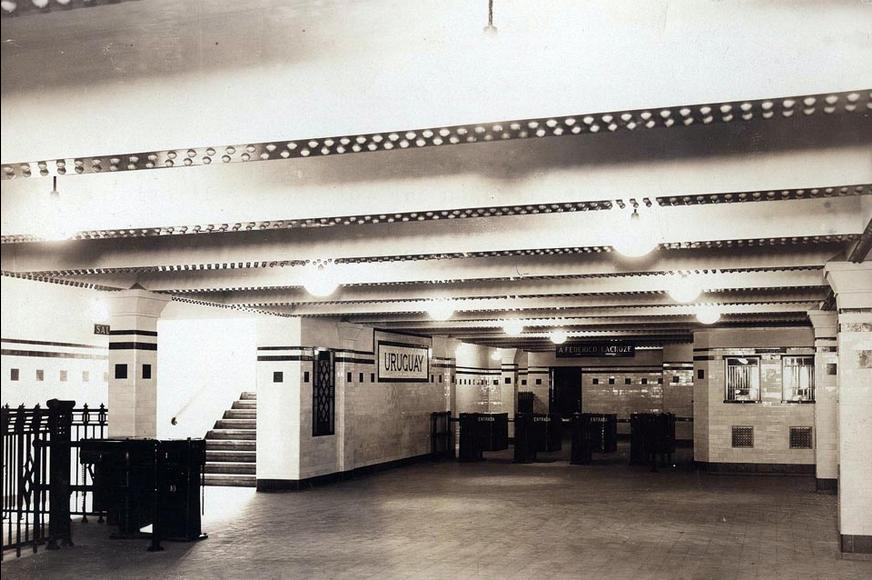
Станция Уругуай в 1931 году
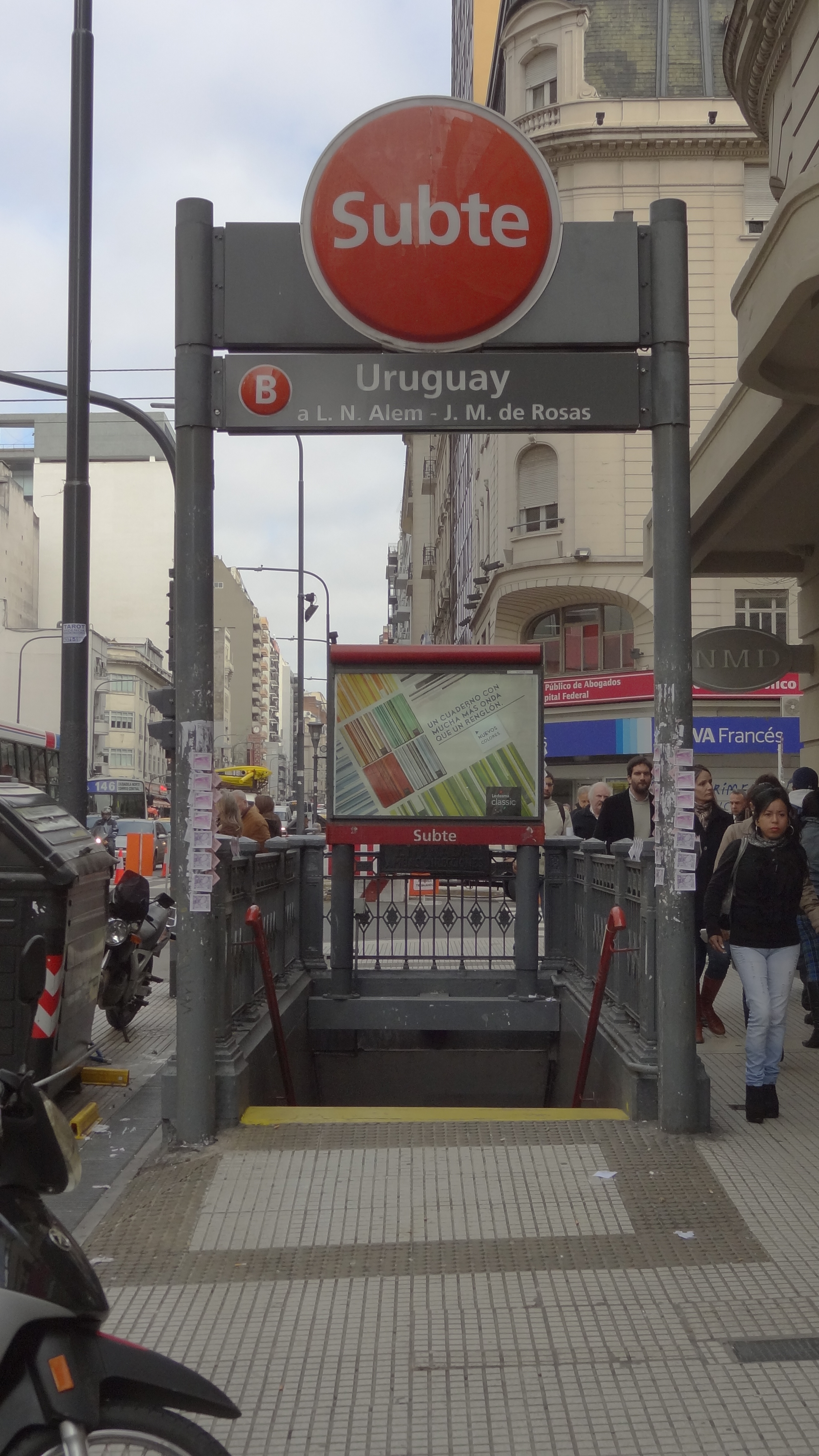
Вход с улицы Корриентес
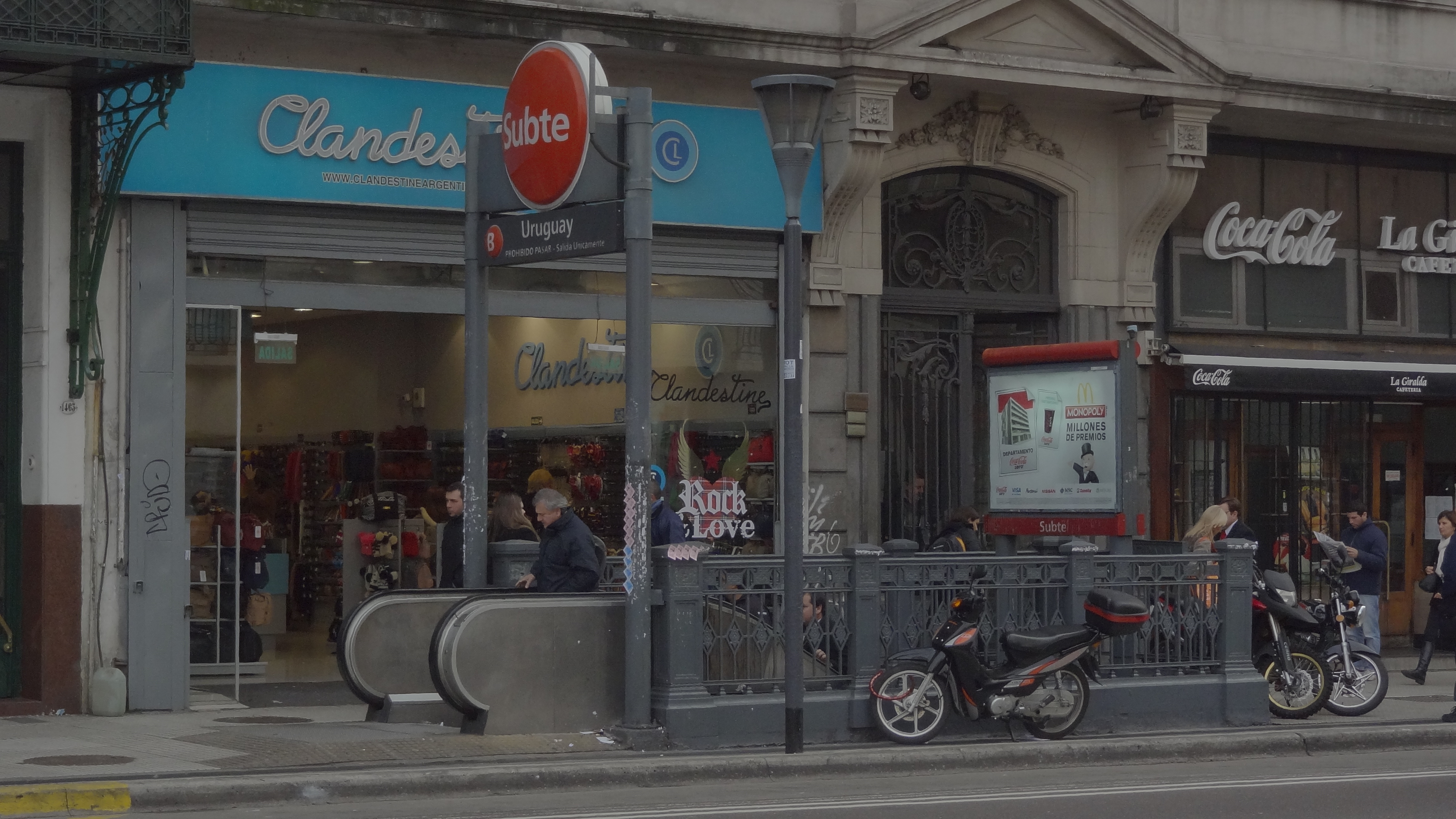
Вход на эскалатор на улице Корриентес
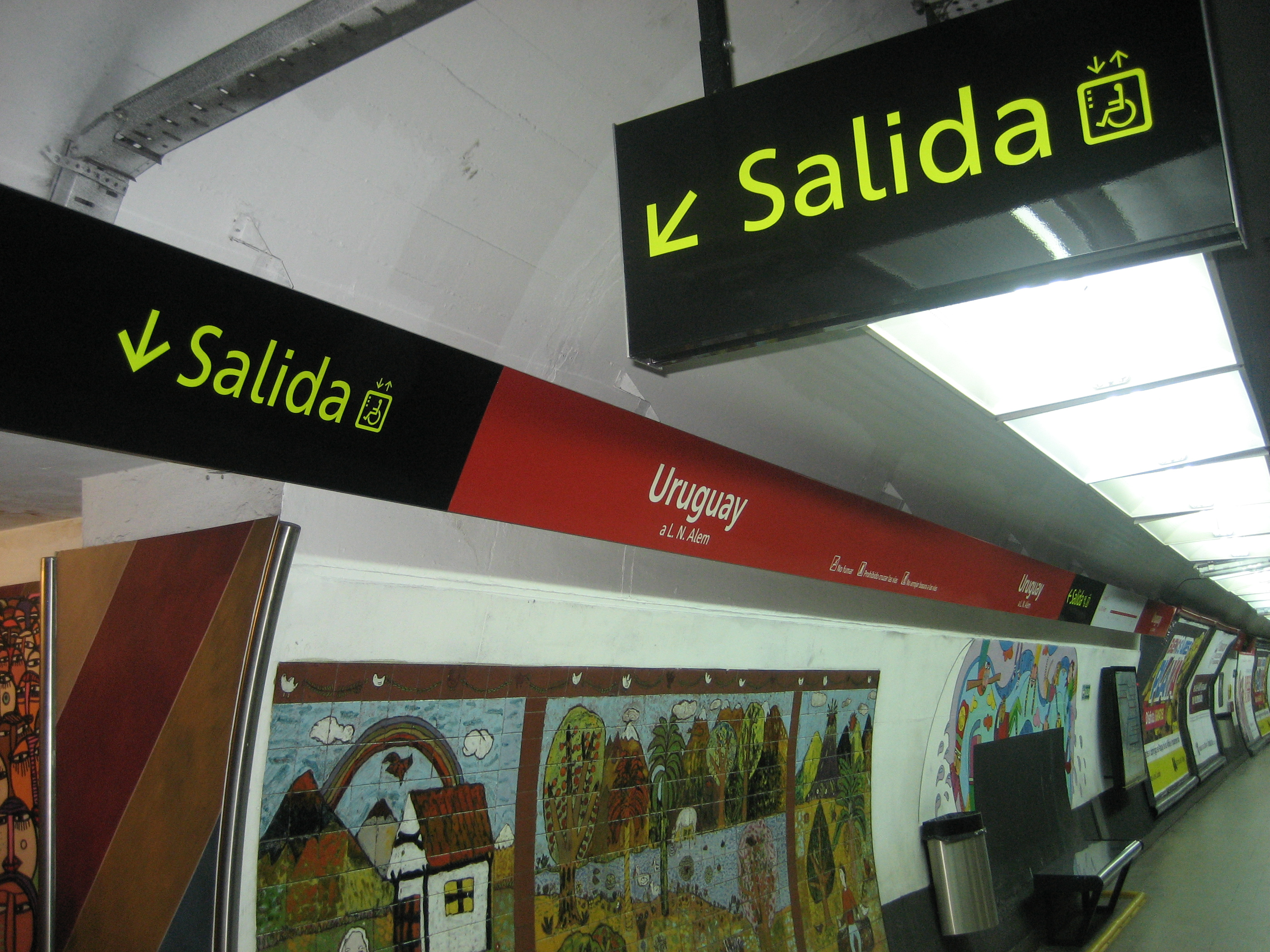
Новые фрески появившиеся в 2014 году